# Мокопане
Мокопане (Mokopane, ранее Потхитерсрюс, Потгитерсрюст, Potgietersrus) — административный центр местного муниципалитета Могалаквена в районе Ватерберг провинции Лимпопо (ЮАР).

## История
Город был основан фуртреккерами, которых вёл Пит Потхитер, поэтому город назвали в его честь.
В 2003 году правительство ЮАР официально переименовало город в Мокопане.